# Boun Oum

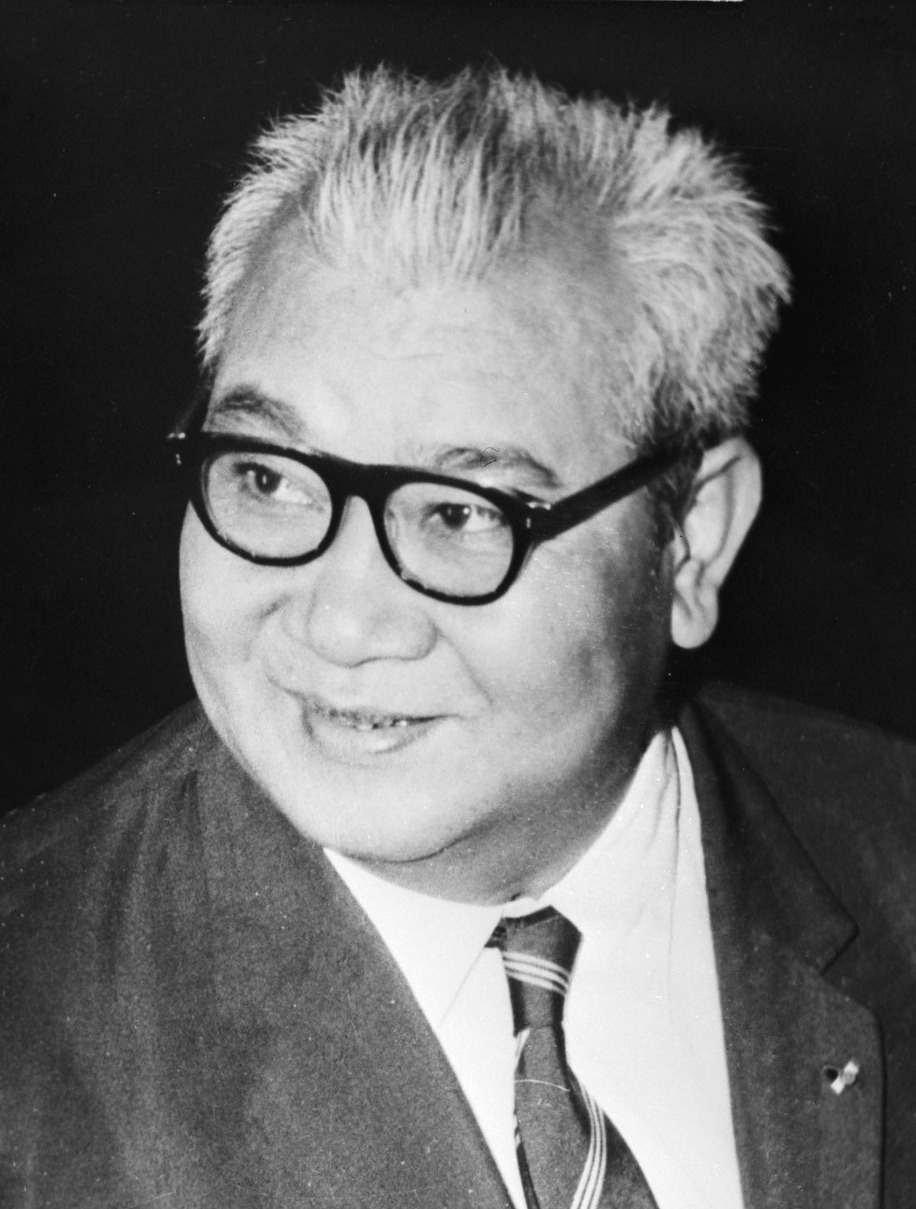
Boun Oum, 1971

Fürst Boun Oum von Champasak (ເຈົ້າບຸນອຸ້ມ ນະ ຈຳປາສັກ, Chao Bunum na Champasak, auch Prinz Boun Oum na Champasak; * 1911 oder 1912 in Champasak (damals Bassac, französisches Protektorat Laos); † 17. März 1980 in Boulogne-Billancourt, Frankreich) war ein laotischer Hochadeliger und Politiker. Von 1949 bis 1950 und von 1960 bis 1962 war er Premierminister des Königreichs Laos.

## Leben
Boun Oum war der älteste Sohn von Nyouy Ratsadanay, dem letzten regierenden Fürsten von Champasak im südlichen Laos unter französischem Protektorat. Er studierte in Saigon und war ab 1934 in der Verwaltung des Protektorats Laos tätig. Prinz Boun Oum war loyal zur französischen Kolonialverwaltung und kämpfte mit seinen Truppen sowohl im Zweiten Weltkrieg gegen die Japaner, als auch gegen die nationale Unabhängigkeitsbewegung der Lao Issara. Er bot den französischen Truppen das von ihm kontrollierte Gebiet in Südlaos als Basis für ihre Rückeroberung des Landes an.
Nach dem Tod seines Vaters 1945 wäre Boun Oum eigentlich neues Oberhaupt von Champasak geworden, er verzichtete aber im Sinne der Einheit Laos zugunsten von König Sisavang Vong von Luang Prabang auf seinen Thron. Dieser wurde dadurch König von ganz Laos. Boun Oum behielt jedoch den Titel eines Fürsten von Champasak und wurde Generalinspekteur des Königreichs auf Lebenszeit. 1947 wurde er Mitglied des Kronrats des Königreichs Laos, das in diesem Jahr selbständiges Mitglied der Union française wurde. Im März 1949 wurde er Premierminister. Er trat zurück, nachdem sich die Exilregierung der Lao Issara im Februar 1950 auflöste, und ihre Mitglieder nach Laos zurückkehrten. Sein Nachfolger war Phoui Sananikone.
Hinter den Kulissen bestimmte Fürst Boun Oum weiterhin die laotische Politik mit, wobei er die Interessen der Südregion vertrat, was ihn oftmals zum Gegenspieler des Königshofs in Luang Prabang machte. Im Ersten Laotischen Bürgerkrieg (1958–61) war er die Repräsentationsfigur der pro-amerikanischen Rechten. Nachdem diese in der Schlacht um Vientiane im Dezember 1960 die Hauptstadt eingenommen hatten, wurde er erneut Regierungschef. Er führte jedoch Gespräche mit dem entmachteten neutralistischen Premierminister Prinz Souvanna Phouma und dem höchstrangigen Mitglied der kommunistischen Pathet Lao, Prinz Souphanouvong. Gemeinsam wurden sie als die „drei Prinzen“ bezeichnet. Sie verabredeten die Bildung einer Allparteienregierung, für die Boun Oum im Juni 1962 seinen Posten aufgab.

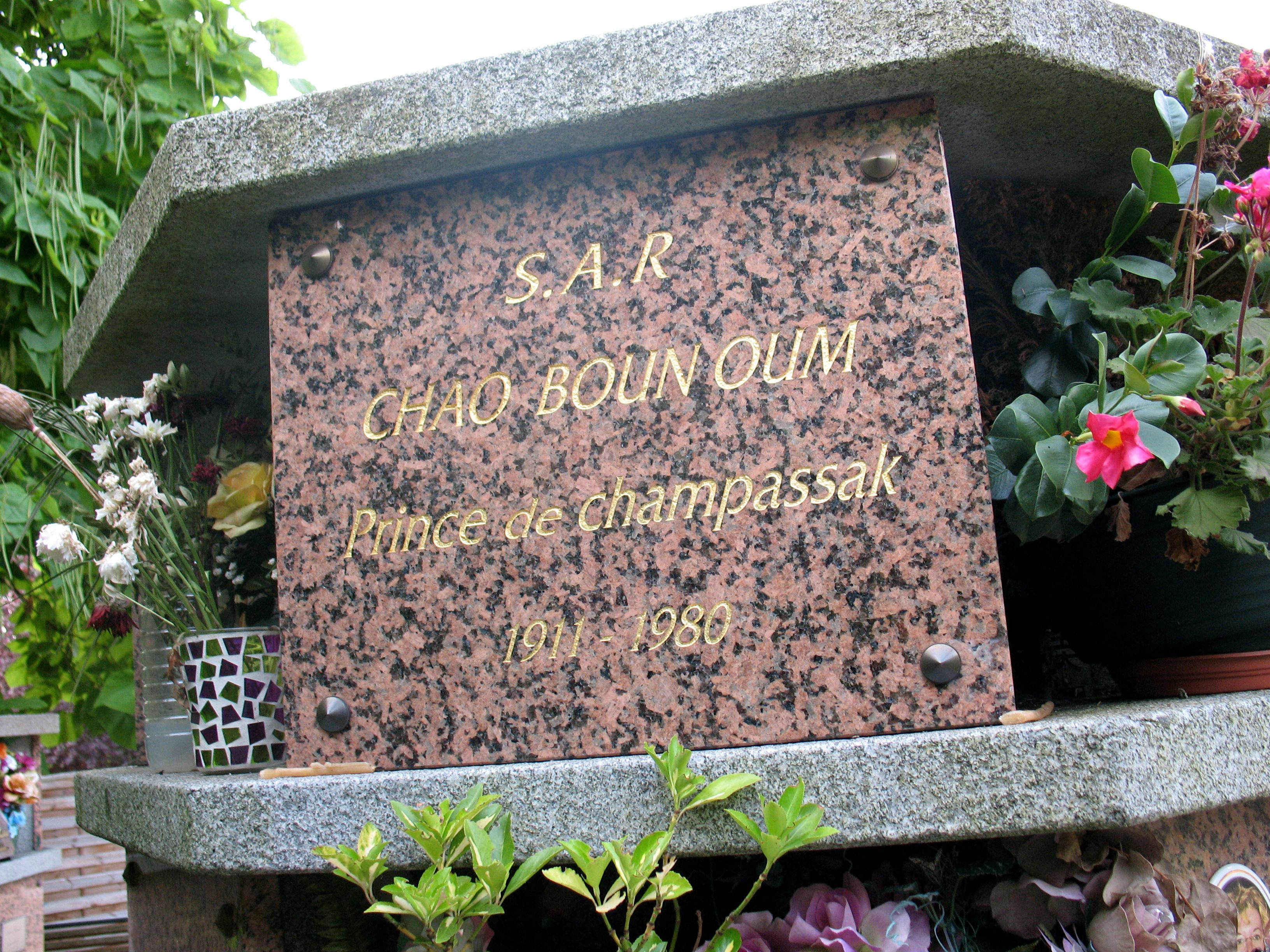
Grabstein des Fürsten Boun Oum auf dem Cimetière de Trivaux in Meudon

In der Folgezeit war Boun Oum kaum noch politisch aktiv. Er verlegte sich auf seine wirtschaftlichen Unternehmungen in seiner Heimatregion: Plantagen, Kinos und ein Casino. Außerdem ließ er neue Residenzen für sich und seine Familie in Champasak und Pakse errichten. Aufgrund der zunehmenden Dominanz der Kommunisten floh Boun Oum 1974 ins benachbarte Thailand. Im Jahr 1975 begab er sich zu medizinischen Behandlungen nach Frankreich, von wo aus er nach der Ausrufung der Demokratischen Volksrepublik Laos im Dezember nicht wieder zurückkehrte. Er starb im Pariser Vorort Boulogne-Billancourt, seine Asche wurde auf dem Friedhof von Meudon beigesetzt.